# Мэй Робсон
Мэй Робсон (англ. May Robson; 19 апреля 1858, Moama — 20 октября 1942, Беверли-Хиллз, Калифорния) — австралийская и американская актриса и драматург.

## Биография
Мэри Джанетт Робисон родилась в австралийском городе Мельбурн 19 апреля 1858 года. Будучи ещё молодой девушкой она переехала в США, где вышла замуж и родила троих детей. В 1884 году, после того как её муж умер, она стала театральной актрисой, чтобы иметь возможность содержать своих детей. В последующие несколько десятилетий её карьера стремительно развивалась и она стала довольно востребована в театре.
Её кинодебют состоялся в 1915 году в фильме «Ночь», экранизации театральной пьесы, которую она сама написала. После этого она снялась ещё в нескольких немых фильмах, а затем благополучно перешла в звуковое кино. 1930-е годы стали наиболее успешными в её кинокарьере. Наиболее заметными стали её роли тёти Джейн в «Женщине с рыжими волосами» (1932), миссис Мэри Уолкер в «Если бы у меня был миллион» (1932), миссис Уэндел в «Обеде в восемь» (1933), Долли Тодхантер в «Танцующей леди» (1933), карточная королева в «Алисе в стране чудес» (1933), графиня Вронская в «Анне Карениной» (1935), Мими в «Жена против секретарши» (1936), бабушка Летти в «Рождение звезды» (1937), тётя Элизабет Рэндом в «Воспитание крошки» (1938).
В 1933 году, в возрасте 75 лет, Мэй Робсон была номинирована на «Оскар» за роль Энни в фильме «Леди на один день». Робсон стала первой актрисой из Австралии, которая была выдвинута на премию американской киноакадемии, а также она долгое время оставалась самой пожилой номинанткой.
Мэй Робсон скончалась 20 октября 1942 года в Нью-Йорке в возрасте 84 лет.

## Фильмография
- 1927 — Царь царей
- 1933 — Леди на один день
- 1934 — Вы не можете купить все (англ. You Can't Buy Everything) — миссис Ханна Бэлл
- 1935 — Анна Каренина — Графиня Вронская
- 1936 — Жена против секретарши
- 1937 — Звезда родилась — бабушка Летти
- 1939 — Они сделали меня преступником — бабушка Рафферти
- 1939 — Приключения Тома Сойера — тётя Полли